# Elin Blikra
Elin Blikra, née le 24 novembre 1972 à Bergen, est une joueuse professionnelle de squash représentant la Norvège. Elle atteint en février 2001 la 30e place mondiale sur le circuit international, son meilleur classement.
Elle est championne de Norvège à 14 reprises entre 1990 et 2004, avec une interruption en 2003 pour maternité.

## Palmarès

### Titres
- Championnats de Norvège: 14 titres (1990−2002, 2004)

### Finales
- Open de Kuala Lumpur : 2000
- Championnats de Norvège: 4 finales (2008-2010, 2022)